# Conker's Bad Fur Day

Обкладинка ремейка Live And Reloaded

Conker's Bad Fur Day (скорочено CBFD) — відеогра компанії Rareware, випущена на ігрової консолі Nintendo 64. Вона займає найбільший обсяг (512 мегабіт) на картриджі за всю історію Nintendo 64 (ще однією грою, що займає такий обсяг, є Resident Evil 2. Має ремейк під назвою Conker: Live And Reloaded, в якому лише додано трохи пародій і значно покращена графіка.

## Історія
Спочатку проект носив ім'я Conker's Quest, пізніше його перейменували вTwelve Tales: Conker 64. Зараз же проект носить ім'я CBFD. Гра створена на рушії Banjo Kazooie. Спочатку гра позиціонувалася для дітей, з відповідним дитячим сюжетом, ранні скріни підтверджували саме це.
Але через деякий час, після валу критики, розробники з Rareware вирішили повністю переробити гру.
Прес-реліз про те, що гру переробляють, вийшов 1 квітня, в День Дурня, так що не все відразу повірили в це. Розробники переробили гру з дитячої Twelve Tales: Conker 64 в Conker's Bad Fur Day, гру, орієнтовану на дорослу аудиторію.
Тим не менше, хоч гра і продалася добре в США і Великій Британії, у цілому продажі пройшли гірше ніж передбачалося, частково через вихід гри в 2001 році, на заході Nintendo 64.
Іншою причиною була боязнь Nintendo того, що в гру можуть грати діти, і тому вона, попри те що гра була видана Rareware, поставила на свій варіант коробки більший, ніж звичайно, символ «Mature» і напис — «Ця гра не для дітей молодше 17» — ходи, які свідчили про страхи Nintendo.
Nintendo of America не стала відкрито рекламувати гру, вся реклама звелася до показів на нічному кабельному телебаченні і до невеликих рекламних роликів на каналі Playboy. 
Але незважаючи на всі обмеження, у гри з'явився культ.

## Про гру

### Графіка і звук
Conker's Bad Fur Day є однією з останніх ігор для Nintendo 64, що увібрала в себе весь попередній досвід Rareware розробок ігор для цієї консолі. Після виходу Conker's Bad Fur Day безліччю видань було визнано, що графіка, представлена в грі, є найкращою для Nintendo 64. У грі були присутні великі відкриті локації без притаманної для N64 «туманною димки». Також гра відрізнялася детальної лицьовій анімацією і синхронізацією рухи губ.
Саундтрек до гри Conker's Bad Fur Day в 2001 році був удостоєний премії BAFTA за найкращий звук.

### Пародії
Безліч сюжетних поворотів у даній грі є пародіями на різні фільми, такі як Термінатор, Дракула, Чарівник з країни Оз, Зоряний десант, Недоторканні, Заводний апельсин, Чужий, Матриця, виганяє диявола, Апокаліпсис сьогодні та Врятувати рядового Райана.
У рімейку на Xbox додані ще кілька пародій — на Ван Хельсинг, Щелепи, Скажені пси та Зоряні війни. Епізод VI. Повернення джедая
- Ван Хелсінг — Конкере в костюмі Ван Хельсинга в епізоді «Dracula»
- Врятувати рядового Райана — Епізод «It's War!», Пародія на висадку союзних військ в Нормандії
- Термінатор — Битва з роботом у «Barn Boys»
- Термінатор 3: Повстання машин — Битви з Tediz
- Щелепи — Акула-собака та рухи камери в цей час.
- Матриця — Перестрілка в лобі з ласками.
- Чужий — Фінальний бос та метод його вбивства.
- Скажені пси — У «Rock Solid Disco» при зустрічі з Босом.
- Виганяє диявола — Маленька дівчинка і Робот у «It's War!»
- Заводний апельсин — Початкова заставка.
- Зоряні війни. Епізод VI. Повернення джедая — Коли Конкере зустрічається з Пантерою-Королем на борту космічної станції.

### Сюжет
Гра оповідає про пригоди вивірки (англ. "squirrel") на ім'я Конкере в особливому світі.

#### Пролог
У початковій заставці Конкере сидить на троні, оточений персонажами, яких він зустріне набагато пізніше. (Пародія на Заводний апельсин). 
Спогад приходить з минулого. Конкере п'є в пабі «Півень та Плакер» разом з декількома вивірками-солдатами. Він намагається подзвонити своїй коханці Беррі щоб сказати їй що він буде пізно, але вона не відповідала, оскільки була зайнята аеробікою. Трохи пізніше Конкере йде з пабу зовсім п'яний, його вириває на поріг, та він йде в ніч.

#### Похмілля (Hungover)
Конкере прокидається на наступний день, з похмільного головою, та зустрічає лякало на ім'я Берді (яке, швидше за все, є пародією на опудало з іншої полулярной на N64 ігри Legend of Zelda: Ocarina of Time), яке розповідає йому як користуватися контестно-залежними зонами. Використовуючи нову здатність, Конкере отримує таблетки та повністю виліковує своє похмілля. 
Після натискання на важіль Конкере заходить до кімнати, в якій згадує, що у нього є сковорода (В Xbox версії — бейзбольна бита). Він ударяє їй Гаргула на мосту, яка потім від сміху падає в прірву, але і одночасно з цим зверху падає камінь який блокує вихід. 
Конкере, скориставшись найближчій контекстно-залежної зоною, отримує тринітротолуоловую шашку, якої та підриває кругляк.
Заставка показує Короля-Пантеру, що сидить на своєму троні в своєму замку, який викликає божевільного ласку-вченого-технофіла для того щоб вирішити «проблему зламаного столу». Вчений вирішує що замість ніжки можна поставити червону вивірку (тобто Конкере), та король посилає свою охорону щоб зловити одну вивірку.

#### Вітри (Windy)
Конкере прибуває в центральну зону гри, названу так тому, що в самому центрі на височенному пагорбі стоїть вітряк. Після отримання грошей від Королеви Бджіл за повернення її улея від ос, він купує у Берді інструкцію з використання рогатки проти кількох жуків, які блокують його просування на пагорб. Але Берді весь дірявий, та тому живі гроші, виявивши дірку в кишені, повертаються до Конкере. У тіні замку знаходиться величезна фекальна гора. Недалеко знаходиться закритий магазинчик, на якому висить табличка, що він відкривається о 10:00, і тому Конкере йде в найближчий прохід, який приводить його на...

#### Селюк (Barn Boys)
...Найближчу ферму. Тут Конкере заходить до комори, в якому б'ється з вилами по імені Френк, якого спровокували на бійку відро, фарби і малярська кисть. Навколо стрибали живі стоги сіна, так що вила постійно промахувалися та знищували стоги. Вила, вкрай розізлившись, пішли вішатися, але цього не вийшло, оскільки у вил, за заявою відра з фарбою, взагалі не було шиї. Конкере смикає важіль, який звільняє Короля Бджіл та монстра, зробленого з сіна.
Король Бджіл скаржиться Конкере, що йому треба обпилити один живий квітка. Той знаходить бджіл-пацифістів без жала, які розкривають квітка та Король запилює її. Конкере після цього, скориставшись грудьми квітки стрибає в нішу, де та отримує $100. Пізніше він повертається в комору, щоб звільнити Френкі та при його допомозі три рази вдаряє Сенобота, який стрибає та проламує підлогу.
Сіно на монстра згорає ще в польоті, оголюючи термінатороподобного робота. При цьому на його спині знаходиться величезна кнопка «не натискати!». Конкере та Френкі ховаються від ракет за трубами, а вода, виливаються з труб при їх вибуху, закорачивается робота на час, за який Конкере встигає натиснути на кнопку, яка після третього нажанія знищує руки Сенобота, а потім та його тіло.
Френкі розломлене навпіл, але Конкере замотує його стрічкою. Коли вода починає підніматися, Конкере кидає ножі в електричні шнури щоб обрізати їх, а потім пливе до дверей, яка виводить його до грошей. Після Конкере знову йде в...

#### Вітри (Windy)
Конкере входить в магазинчик, що торгує гноєм, де, після рішення головоломки з биком та коровами його нагороджують кулею лайна, який він використовує щоб вбити вартового на ставку та пройти в...

#### Башта Кажанів (Bats Tower)
Вежу, де рибокошкі-аристократки просять Конкере допомогти їм позбутися від собаки-риби, що охороняє підземне сховище, пообіцявши йому 10% від всіх грошей у цьому сховищі. Конкере підіймається на вежу, де вирішує головоломку з перебуванням шестерень, що укорочує ланцюг собаки-риби. Рибокошкі відкривають сховище, та Конкере, після гонитви на підводному лабіринту та битви з бойлером-с-мідними-яйцями вибирається з лабіринту та знаходить тільки $ 10, значить йому повинно було дістатися тільки $ 1. Це озлоблює його та він вирішує забрати всі гроші собі. Ланцюг розривається та рибособака з'їдає всіх рибокошек, але Конкере встигає вислизнути в останній момент, отримавши $ 300 після стрибання на трупі рибособакі. Він повертається в Вітри і входить у гнойову гору ...

#### Sloprano
... Де його зустрічає один з жуків та розповідає про жахи діються в цій купі гною і тікає. Якийсь голос вимагає від Конкере цукрову кукурудзу. Задоволений, з великого ставка екскрементів виповзає величезна купа та представляється Конкере як Велике Могутнє Лайно (англ. Great Mighty Poo). Проспівавши першу частину своєї опери, купа починає закидати Конкере власними шматками. Конкере відбивається, кидаючи величезні шматки туалетного паперу спочатку в летять в нього шматки, а потім та в рот «співака». Коли Велике Могутнє Лайно доведено до сказу, потужний крик купи розбиває прохід в секретну кімнату зі бачком, що змиває, за мотузку від якого та смикає Конкере. Оперний співак-вонючка з криком змивається в ніщо, відкриваючи прохід, куди та спрямовується Конкере.

#### Уга Бугу (Uga Buga)
Доісторичний епізод. Беррі вкрадена големообразнимі Рокардамі, кам'яними істотами, які воюють з доісторичними людьми. Конкере обманює доісторичних людців, надівши маску одного з них та з боєм проламується в рейв-клуб Рокардов, де виявляє, що Беррі була вкрадена помічниками ласки-мафіозі, який пропонує Конкере позбутися від печерних людей підірвавши бомбою їх місцеперебування.
Трохи пізніше Конкере оглушають печерні люди та забирають всі його гроші, які він повернув після погоні на ширяючих скейтбордах по лаві. Після цього Конкере бере участь у доісторичній гладіаторських битві і після неї повертається в...

#### Вітри (Windy)
Після вторинного повернення вулика Королеві Бджіл від злих ос Конкере отримує $ 400 та підіймається на пагорб з вітряком і платить бочці на млині всі свої гроші за те щоб проїхатися на ній за течією річки. Після не надто вдалої поїздки Конкере звалюється з бочки, яка проламує бар'єри, загороджувальному прохід. Прохід веде в...

#### Примарний (Spooky)
Тут Конкере зустрічає Грегга-Смерть. Короткий та міцний, він використовує мегафон, щоб звучати загрозливо.
Він дає Конкере дробовик (або короткоствольна рушниця в Xbox версії) для того, щоб він міг пройти через кладовище, наповнене зомбі, у древній особоняк. Там Конкере зустрічає свого забутого прапрапрапра... прадіда.
Прадід кусає Конкере для того щоб дати тому вампірські здібності. Перетворившись на кажана та зависнувши на мотузці під стелею, прадід Конкере вимагає від того зловити та скинути в давильник поселенців, що напали на особняк. Після третього поселенця його прадід, напившись крові, не утримується на мотузці падає прямо в давильник. Конкере, ставши нормальною вивіркою, повертається в Вітри та потрапляє в ...

#### Це війна! (It's War!)
Божевільний вчений створює армію злих плюшевих ведмедиків, Тедіз. Він створив Тедіз для того, щоб повалити Пантеру-Короля, але в цей час вони воюють з вивірками, а Конкере був призваний на фронт. Сцена прибуття на берег повністю ідетічна початковій сцені з фільму Врятувати рядового Райана. Конкере пробирається в ворожий бункер.
Після порятунку Рядового Родента, гризуна в дослідному зразку куленепробивної броні, Конкере знищує величезного Тедіз, контрольованого маленькою дівчинкою, використовуючи танк, який та знайшли Конкере з Родентом. Проте танк був розбитий вибухом та Родент впав без свідомості і був помилково визнаний мертвим, а маленька дівчинка включає систему самознищення бази. Конкере біжить назад тим же шляхом через лабіринт мін та бійців-Тедіз на берег, звідки встигає поплисти.
Відразу після вибуху Конкере та вцілілі вивірки-солдати бачать як живий Родент у своїй броні летить над їх головами в Вітри та врізається в млин, і млин, впавши, відкриває шлях до Feral Reserve, пародії на Федеральний Резерв. При цьому впала млин вбиває Королеву Бджіл: можна побачити її стирчать ноги.

#### Грабіж (Heist)
Конкере знову зустрічає Ласку-Мафіозі, який пояснює того що він знаходиться на межі банкрутства та наймає Конкере та Беррі щоб пограбувати сховище одягненими як Нео та Триніті з Матриці.
Після пародійного бою вони досягають сховища, де збирають повністю всі $ 1 000 000 та зустрічають Пантеру-Короля. Мафіозі забирає свої, обіцяні королем, гроші, вбиває Беррі з Томпсона та йде. Тим часом, учений, сильно розсерджений тим що Конкере знищив всю його армію Тедіз (Tediz), заклав яйце Чужого в Пантеру-Короля, та чужий, при народженні, розриває груди Короля. Однак сховище виявляється відсіком космічного корабля, який запустив професор на «двох нітрогеліевих двигунах». Конкере натискає на важіль, який відкриває повітряний шлюз, в який відлітають трупи Беррі та Пантери-Короля а також сам учений. Також відкривається кімната з прототипом жовтого скафандра-екзоскелета, який Конкере та використовує для битви з Чужим.
Після трьох невдалих кидків у шлюз Чужий відлітає але дивом повертається та стрибає на Конкере, але гра «зависає». Конкере вилазить з скафандра та пропонує програмісту угоду в обмін на те, що Конкере нікому не скаже про глюк у грі. Програміст на прохання Конкере переміщує його і Чужого в білу порожнечу з Матриці, дає цілий стелаж різноманітної зброї, а потім знову ж таки на прохання Конкере переміщує його в тронний зал, де гра развісает та Конкере обезглавлює Чужого.
Конкере потім згадує що йому слід було б попросити оживити Беррі, але програміст вже пішов. Безліч персонажів приходить в тронний зал, та Конкере коронують проти його волі.

#### Епілог
Після титрів Конкере знову п'є в пабі «Півень та Плакер», всі наливаючи і наливаючи собі. Пізніше Конкере знову йде п'яний в ніч.

## Озвучка
- Конкере, Берді, Грегг-Смерть, Френкі, Рон, Рег, Король Бджіл, Рядовий Родент, Сардж і інші інші — Кріс Сіворі
- Беррі, Королева Бджіл, Квітка, Джаггі та інші — Луїза Рідгюей
- Велике Могутнє Лайно (англ. Great Mighty Poo) — Кріс Марлоу